# 周光宇
周光宇（1919年—？），女，湖南宁乡人，中国生物化学家，曾任中国科学院上海生物化学研究所研究员，第三届全国人大代表，第五、六、七届全国政协委员。